# 17927 Ghoshal
17927 Ghoshal este un asteroid din centura principală de asteroizi.

## Descriere
17927 Ghoshal este un asteroid din centura principală de asteroizi. A fost descoperit pe 15 aprilie 1999 la Socorro, New Mexico, în cadrul proiectului LINEAR. Asteroidul prezintă o orbită caracterizată de o semiaxă mare de 2,24 ua, o excentricitate de 0,06 și o înclinație de 4,6° în raport cu ecliptica.